# Expedició 1
L'Expedició 1 o Expedició U va ser la primera estada de llarga durada en l'Estació Espacial Internacional. La tripulació, formada per tres persones, va romandre a bord de l'estació durant 136 dies entre novembre de 2000 i març de 2001. Des de llavors, la presència humana en l'estació ha estat ininterrompuda i es manté fins ara. L'Expedició 2, que també va comptar amb tres integrants, la va seguir de forma immediata.
L'inici de l'expedició es va produir quan la tripulació es va acoblar a l'estació el 2 de novembre de 2000 a bord de la nau espacial russa Soiuz TM-31, que havia partit dos dies abans. Durant la missió, la tripulació de l'Expedició 1 va activar diversos sistemes en l'estació, va descarregar els equips que s'havien enviat i va allotjar a tres tripulacions de transbordadors STS i dos vehicles russos Progress d'abastiment no tripulats. Els astronautes van estar molt ocupats durant la missió, que es va declarar un èxit.
Els tres transbordadors visitants van portar equips, subministraments i components clau a l'estació espacial. El primer d'ells, STS-97, es va acoblar a principis de desembre de 2000 i va portar el primer parell de grans panells fotovoltaics fets als Estats Units, la qual cosa va incrementar cinc vegades la capacitat de potència de les seves cel·les. El segon transbordador visitant va ser la nau STS-98, que es va acoblar a mitjan febrer del 2001 i va enviar el mòdul de recerca Destiny d'1,4 mil milions de dòlars, que va augmentar la massa de l'estació pel que fa a la de la Mir per primera vegada. El tercer transbordador, anomenat STS-102, va arribar a mitjan març del 2001 i el seu propòsit principal va ser rellevar la tripulació de l'Expedició 1 i reemplaçar-la per la de l'Expedició 2. L'expedició va finalitzar quan el transbordador espacial Discovery es va separar de l'estació el 18 de març de 2001.
La tripulació de l'expedició estava formada per un comandant nord-americà i dos tripulants russos. El comandant William Shepherd havia estat a l'espai tres vegades abans en missions de transbordadors d'una setmana de durada com a màxim. Els russos Iuri Guidzenko i Serguei Krikaliov tenien experiència en vols espacials de llarga durada en la Mir; Krikaliov va estar prop d'un any complet a l'espai.

## Tripulació
El comandant William Shepherd era un antic SEAL que els seus únics vols espacials havien estat en missions en transbordadors; al començament de la missió, havia estat a l'espai durant aproximadament dues setmanes. L'agència espacial russa va plantejar interrogants sobre l'elecció de Shepherd com a comandant de la missió a causa de la seva falta d'experiència. L'enginyer de vol Serguei Krikaliov havia passat més d'un any en òrbita, majoritàriament dins de l'estació Mir i es convertiria en la primera persona a visitar l'estació dues vegades. Havia sentit l'emoció de ser una de les primeres persones a ingressar al mòdul Zarià —el primer component de l'estació espacial— el 1998, durant l'etapa STS i anhelava tornar-hi. Per a la missió de dos dies cap a l'estació Soiuz es va designar comandant i pilot a Iuri Guidzenko, que havia realitzat un vol espacial anteriorment, una estada de 180 dies a bord de la Mir.
Shepherd va ser el segon astronauta dels Estats Units a ser llançat en una nau espacial russa. El primer havia estat Norman Thagard, que va participar en la missió Soiuz TM-21, amb l'objectiu de visitar la Mir el 1995. Shepherd esperava que un dels majors reptes de l'Estació Espacial Internacional fos la compatibilitat de la tecnologia, com l'existent entre la russa i la nord-americana.

### Integrants

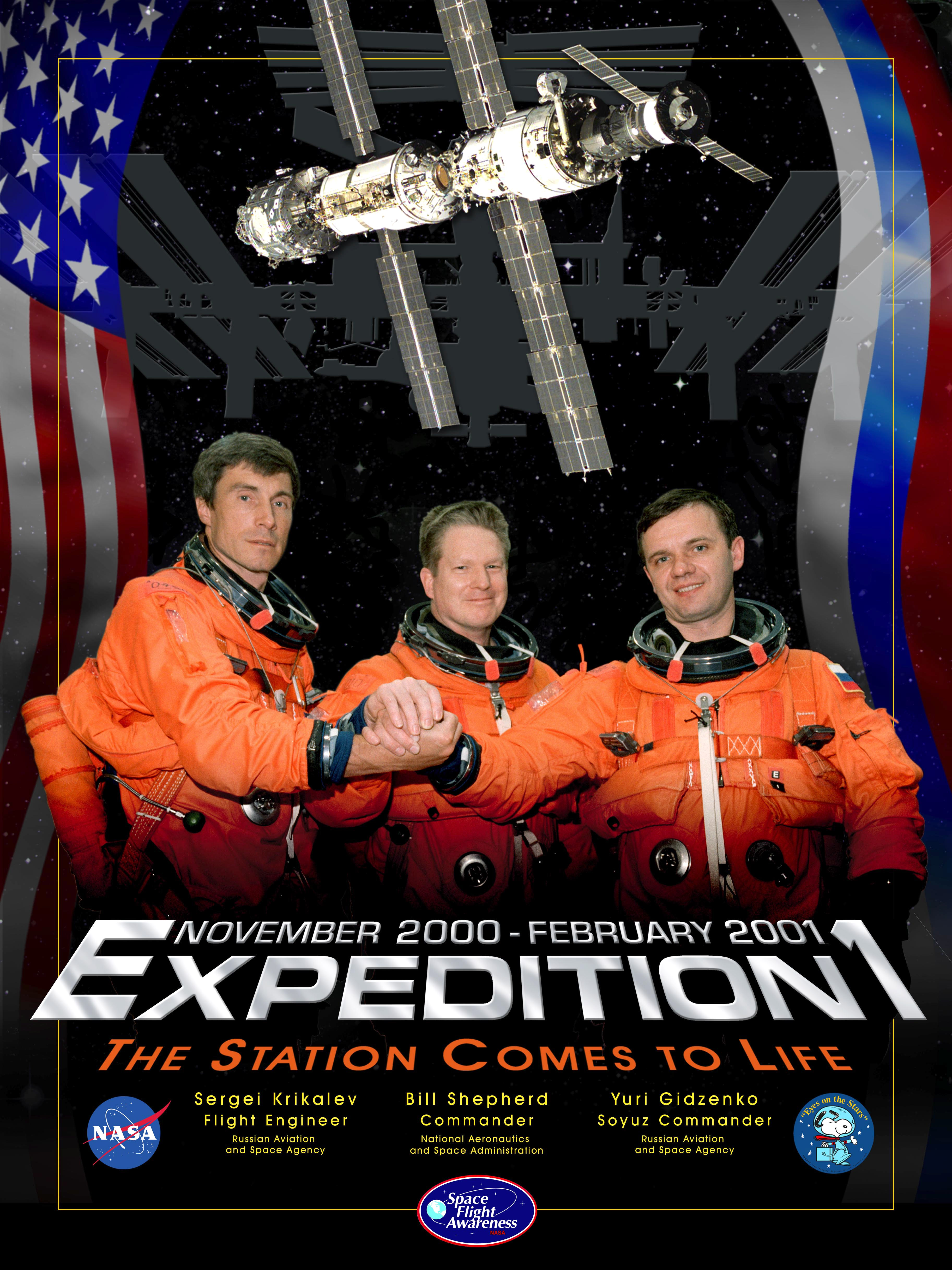
Pòster de la tripulació

| Posició         | Astronauta                                    |                                               |
| --------------- | --------------------------------------------- | --------------------------------------------- |
| Comandant       | William Shepherd, NASA Quart vol espacial     | William Shepherd, NASA Quart vol espacial     |
| Pilot           | Serguei K. Krikaliov, RSA Cinquè vol espacial | Serguei K. Krikaliov, RSA Cinquè vol espacial |
| Enginyer de vol | Iuri Guidzenko, RSA Segon vol espacial        | Iuri Guidzenko, RSA Segon vol espacial        |

## Antecedents
El primer component de l'estació espacial va ser el mòdul Zarià, que es va posar en òrbita al novembre de 1998 sense tripulació. Abans de l'Expedició 1, va haver-hi cinc vols tripulats dels Estats Units i dos vols russos sense tripulació a l'estació. Alguns d'aquests vols es van destinar a portar grans mòduls a l'estació, com el Unity, el Zvezdà, tots dos pressuritzats, i la primera peça de l'estructura de carcassa integrada. Els vols tripulats es van utilitzar per al muntatge parcial de l'estació, així com per començar a desempacar els subministraments i equips. Abans de l'Expedició 1, Krikaliov esperava que l'estació fos molt similar a la seva experiència en la Mir deu anys abans, a causa de les semblances físiques en els seus components.
El llançament de la tripulació de l'Expedició 1 va tenir lloc una setmana abans de les eleccions presidencials de l'any 2000, per la qual cosa va rebre poca atenció als Estats Units. S'esperava que l'estació estigués acabada per a l'any 2006 i habitada en forma constant almenys fins a 2015, però a causa de diversos retards, incloent-hi les conseqüències de l'accident del Transbordador Espacial Columbia, s'esperava que l'estació fos acabada a finals de 2011.

## Resum de la missió
La tripulació, composta per tres astronautes, va estar a bord de l'estació espacial per quatre mesos i mig, des de principis de novembre de 2000 a mitjan març de 2001. Els esdeveniments principals d'aquest període inclouen les visites de tres setmanes de durada dels transbordadors, que van tenir lloc a principis de desembre, a mitjan febrer i cap al final de l'expedició, al març.

### Llançament i acoblament

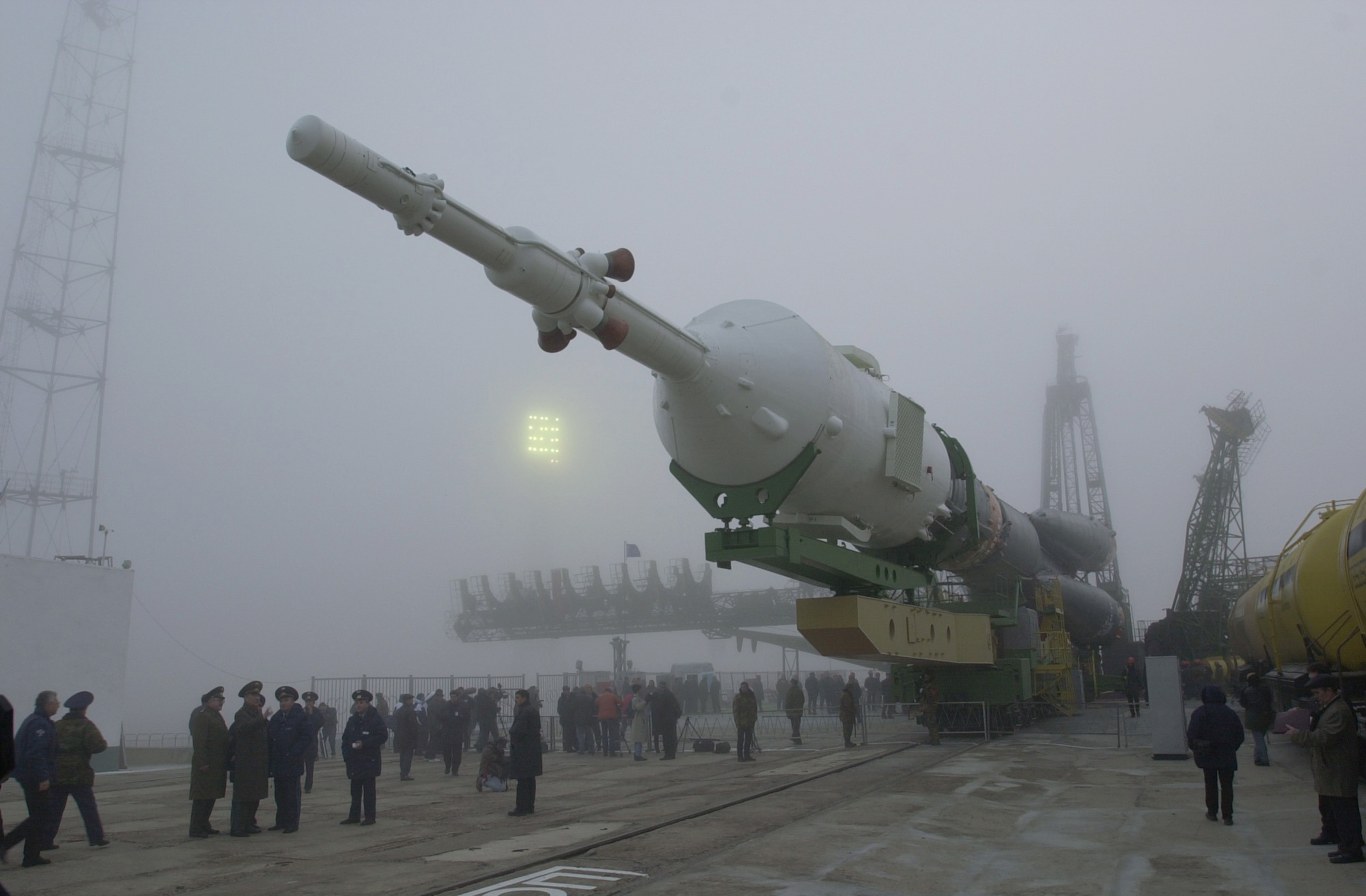
Coet Soiuz-U, en el qual es va llançar l'Expedició 1.

Els tres membres de la tripulació van ser llançats amb èxit el 31 d'octubre de 2000, a les 07:52 UTC a bord un coet Soiuz-U, en la Soiuz TM-31, des del cosmòdrom de Baikonur al Kazakhstan; van emprar la plataforma Gagarin, des de la qual es va llançar en 1961 al primer ésser humà a volar a l'espai, el rus Iuri Gagarin.Després de 33 òrbites al voltant de la Terra i una sèrie de maniobres d'aproximació realitzades per Gidzenko, van acoblar la càpsula Soiuz al port de popa del mòdul de servei Zvezdà el 2 de novembre de 2000, a les 09:21 UTC. Noranta minuts després de l'acoblament, Shepherd va obrir la comporta cap al Zvezdà i els membres de la tripulació van entrar al complex.

#### Senyals d'identificació "Alpha"
Cap al final del primer dia en l'estació, Shepherd va sol·licitar l'ús dels senyals d'identificació de radiotrucada "Alpha", que ell i Krikaliov preferien abans que l'enutjós "International Space Station". El nom d'"Alpha" s'havia utilitzat prèviament per a l'estació a principis de la dècada de 1990, i després de la petició, es va autoritzar el seu ús per a tota l'Expedició 1. Shepherd havia estat recomanant l'ús d'un nou nom als gestors del projecte des de feia temps. En referència a una tradició naval, en una conferència prèvia al llançament va afirmar: "Durant milers d'anys, els éssers humans hem viatjat per mar en naus. La gent ha dissenyat i construït aquests navilis; els ha llançat amb el bon pressentiment que un nom portarà bona sort a la tripulació i l'èxit en el seu viatge". Iuri Semiónov, el president de la Corporació Espacial Energia de llavors, no aprovava el nom "Alpha"; considerava que la Mir va ser la primera estació espacial, per la qual cosa preferia els noms "Beta" o "Mir 2" per a l'Estació Espacial Internacional.

### Primer mes

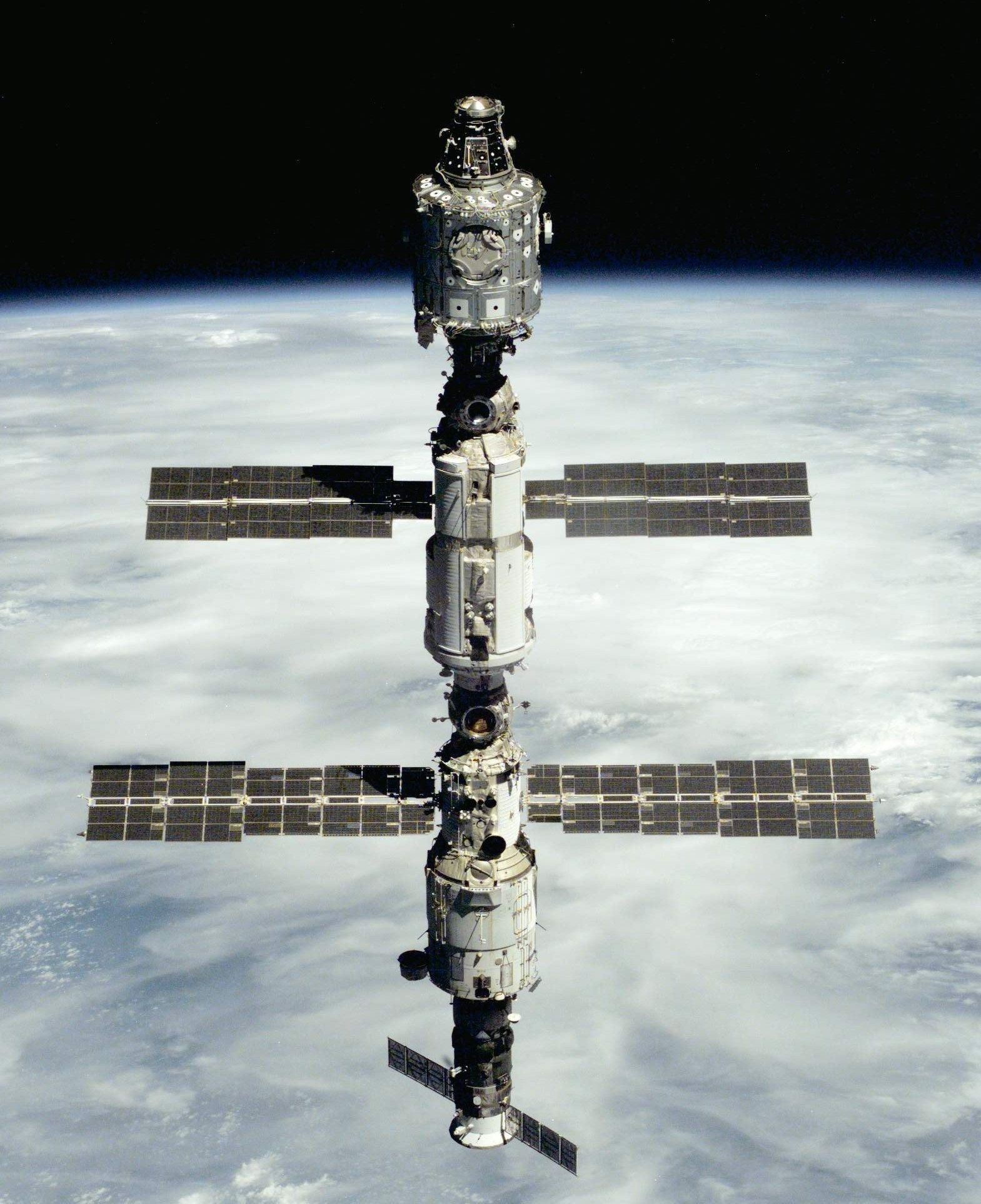
Configuració de l'Estació Espacial Internacional a l'inici de l'Expedició 1.

Els membres de la tripulació van activar sistemes de vital importància per al manteniment de la vida i el control informàtic, així com van descarregar subministraments que els havien deixat missions anteriors. En aquest moment l'estació no tenia energia suficient per escalfar els tres mòduls pressuritzats, per la qual cosa el mòdul Unity no va ser usat i no es va condicionar. El Unity s'havia utilitzat durant els anteriors dos anys per permetre que els controladors de vol dels Estats Units puguin llegir les dades del sistema i comandar-ho.
La nau espacial russa d'abastiment sense tripulació Progress M1-4 es va acoblar a l'estació el 18 de novembre. El sistema d'acoblament automàtic de la nau va fallar, per la qual cosa es va requerir un acoblament manual, realitzat per Gidzenko usant el sistema d'acoblament TORU. Encara que els acoblaments manuals són de rutina, han causat certa preocupació entre els controladors de vol des que un intent d'acoblament dut a terme en 1997 va fer que una nau xoqués contra la Mir i causés un dany significatiu.
Els astronautes van tenir una gran quantitat de treball en el primer mes; Shepherd va comentar als periodistes en una entrevista: "Per a mi, el desafiament més gran és intentar ficar trenta hores en una jornada de 18". Algunes tasques van portar més temps del previst. Per exemple, s'esperava que l'activació d'un escalfador d'aliments en la cuina del Zvezdà portés 30 minuts, però els va portar un dia i mig per encendre'l.

### STS-97

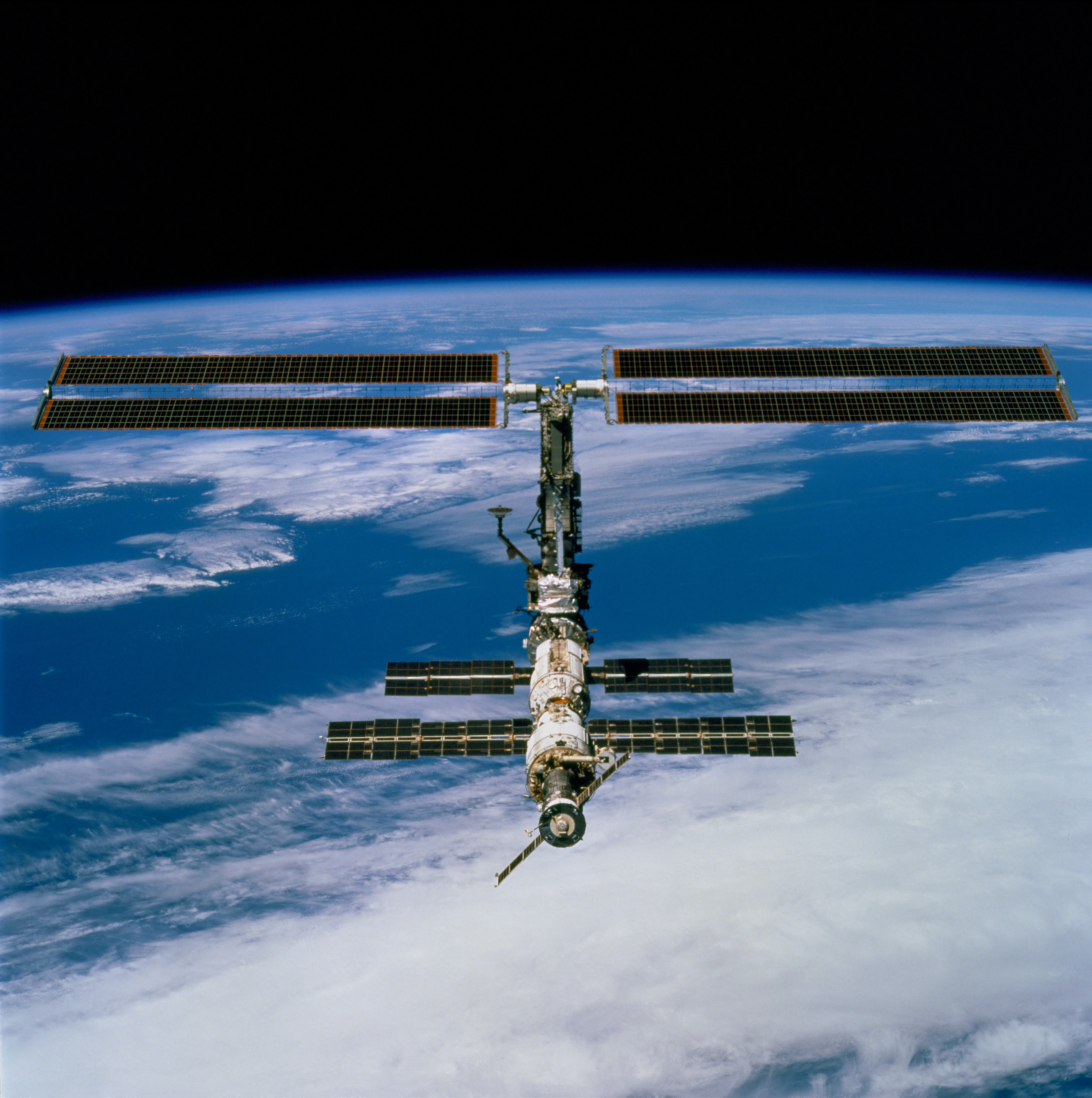
Fotografia presa des de l'Endeavour el 9 de desembre de 2000, poc després del desacoblament. Els nous panells fotovoltaics es localitzen en la part superior.

El transbordador Endeavour es va acoblar a l'Estació Espacial Internacional el 2 de desembre de 2000 en la missió STS-97 i va portar temporalment a l'estació quatre nord-americans més i un canadenc. El transbordador també va portar el primer parell de panells fotovoltaics produïts als Estats Units, que aportarien electricitat, un element d'importància vital per al desenvolupament de l'estació. En total, STS-97 va portar 17 tones d'equipament a l'estació, que va incloure bigues de metall expansibles, bateries, components electrònics i equips de refrigeració.
La tripulació de STS-97 va dur a terme tres caminades espacials abans d'obrir l'escotilla entre el transbordador i l'estació. El 8 de desembre es va obrir i les dues tripulacions es van saludar per primera vegada. L'escotilla va romandre tancada per mantenir les seves respectives pressions atmosfèriques. La tripulació de l'Expedició 1 va aprofitar aquesta oportunitat per abandonar l'estació i recórrer a l'interior del transbordador, cosa que es va considerar bona per al seu benestar psicològic.

#### Progress M1-4
Abans de l'acoblament del Endeavour, la nau d'abastiment Progress M1-4, que havia arribat a l'estació a mitjan novembre, es va desacoblar per fer lloc al transbordador. La nau Progress va quedar desacoblada durant la missió STS-97, deixada en una òrbita al voltant de dos quilòmetres de distància de l'estació. Gidzenko la va acoblar manualment de nou amb l'estació el 26 de desembre, després de la partida del transbordador. El sistema d'acoblament automàtic de la Progress havia fracassat al novembre. En la següent setmana, la tripulació va passar molt de temps descarregant la nau Progress.

#### Nadal i any nou
Per Nadal, l'expedició es va prendre el dia lliure i van obrir regals enviats pel Endeavour i la nau d'abastiment Progress. Cadascun va tenir el seu torn per parlar amb les seves famílies; en els dies següents es van realitzar nombrosos enllaços de comunicació en vídeo, alguns per a estacions de televisió russes. La tripulació va passar un any nou tranquil; citant una tradició naval, Shepherd va recitar un poema en nom de la tripulació quan va arribar el nou any.

### STS-98

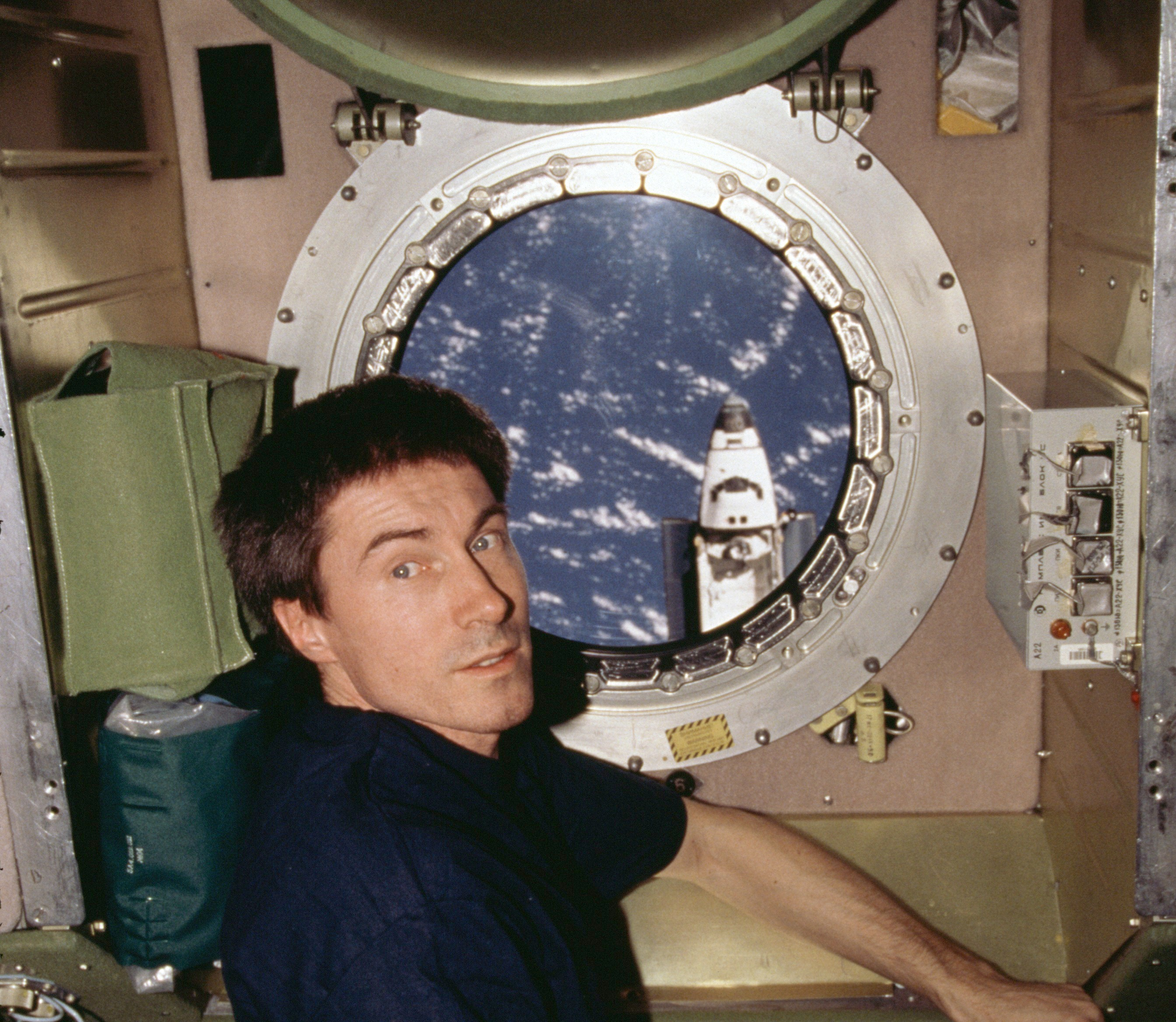
Serguei K. Krikaliov en el mòdul Zvezdà. Es visualitza la missió STS-98 de la NASA Atlantis fora de la finestra.

El 9 de febrer de 2001, el transbordador espacial Atlantis es va acoblar amb l'Estació Espacial Internacional i va portar en forma temporal a la tripulació STS-98, composta per cinc nord-americans. La missió es va programar originalment per a mitjan gener, però es va demorar a causa de preocupacions de la NASA pel que fa a alguns cables dels transbordadors. Aquesta missió va portar el mòdul laboratori Destiny, que té una massa de 16 tones. Es va instal·lar amb l'ajuda del braç robòtic Canadarm, controlat per Marsha Ivins; els astronautes Thomas D. Jones i Robert L. Curbeam van ajudar amb la instal·lació durant una caminada espacial. El mòdul Destiny va costar als Estats Units 1.400 milions de dòlars i principalment s'utilitza per a la investigació científica. Durant la caminada espacial, una fuita d'amoníac refrigerant va causar temor davant una possible contaminació, produïda quan Curbeam estava penjant línies de refrigeració al Destiny. Les altres dues caminades espacials es van realitzar sense problemes. Mentre el transbordador s'acoblava, el control d'orientació de l'estació es va canviar del propergol als giroscopis elèctrics, amb ajuda dels propulsors, que havien estat instal·lats al setembre de 2000. Els giroscopis no s'havien utilitzat abans a causa de la falta de dispositius electrònics claus per a la navegació.
Al final de la missió, la tripulació de l'Expedició 1 havia estat dins de l'estació durant més de tres mesos. Shepherd va dir que estava "llest per tornar a casa". La NASA va emprar nombroses tècniques per evitar que els tres membres de la tripulació sofrissin els efectes de la barrera psicològica dels tres mesos, que va causar depressions en astronautes anteriors. Per exemple, van deixar que els tripulants parlessin a través de vídeotrucades amb la seva família amb major freqüència i també els van encoratjar a mirar pel·lícules i a escoltar la música que els agradava.

#### Progress M-44
El 28 de febrer, la tercera nau a visitar l'estació, la Progress M-44, es va acoblar al mòdul Zvezdà. Va portar oxigen, aliments, combustible per a coets i altres equips. Es va mantenir acoblada fins que va arribar l'Expedició 2, quan va ser cremada intencionalment durant la seva reentrada a la Terra, igual que totes les naus Progress.

### STS-102
El transbordador Discovery es va acoblar el 10 de març de 2001 i va portar tres nous tripulants a l'estació, així com als quatre integrants de la missió STS-102 en forma temporal. Poques hores després de l'acoblament, l'escotilla es va obrir i els deu astronautes es van saludar; d'aquesta forma, es va establir un nou rècord del nombre de persones de forma simultània en l'estació. L'endemà de l'acoblament, els astronautes nord-americans James S. Voss i Susan J. Helms van començar una caminada espacial que va durar gairebé nou hores i manté el rècord de la caminada espacial més llarga mai realitzada fins a l'agost de 2010. La durada de la caminada espacial es deu en part a alguns errors, incloent-hi la pèrdua accidental d'una petita eina, que mai van poder recuperar. Els enginyers de la NASA van fer-ne un seguiment i el 14 de març van decidir utilitzar els propulsors del Discovery per impulsar l'estació quatre quilòmetres més amunt, per garantir que no xoqués amb la brossa espacial.

#### Transferència de les tripulacions
Cap al 14 de març, les tripulacions havien completat el recanvi, però fins que el transbordador no es va desacoblar, Shepherd va continuar sent oficialment el comandant de l'estació. En aquest matí, la trucada d'alerta per als astronautes va ser la cançó «Should I Stay or Should I Go» de The Clash, a petició de l'esposa de Shepherd. Shepherd, anteriorment un SEAL de la marina nord-americana, va comentar durant la cerimònia de recanvi: "Tant de bo perduri la bona voluntat, l'esperit i el sentit de missió que gaudim a bord. Bon viatge". El comandant del Discovery, Jim Wetherbee, va afirmar: "Capità Shepherd i tripulació, els admirem i preparem el seu retorn a casa. Això ha estat una tasca àrdua per a vostès. Aquesta nau no es va construir en un port segur, sinó en alta mar".

### Desacoblament i aterratge
L'estada de quatre mesos i mig de durada en l'Estació Espacial Internacional de la tripulació va acabar oficialment el 18 de març de 2001, quan el Discovery es va desacoblar. L'Expedició 1 va tornar a la Terra en el STS-102 i va aterrar el 21 de març de 2001 a les 2:30 a. m., en hora de l'est dels Estats Units. L'endemà passat de l'aterratge, la Mir es va cremar intencionalment durant la seva reentrada a l'atmosfera terrestre i va acabar d'aquesta manera el seu període de quinze anys en òrbita.

## Activitats diàries
En un dia típic, cada membre de la tripulació dividia el seu temps entre activitat física, reunions i manteniment de l'estació, experiments, comunicacions amb el personal a la Terra, oci i activitats de necessitats vitals, com menjar i dormir. La programació diària de la tripulació operava en el fus horari UTC; per exemple, un matí típic estava programat per començar amb un despertador electrònic aproximadament a les 05:00 UTC. No obstant això, durant l'Expedició 1, l'horari per despertar va ser entre les 06:00 i 07:00 UTC. Els hàbits de somni de la tripulació es van alterar a vegades perquè s'ajustin als horaris dels transbordadors o dels vehicles d'abastiment visitants.
Després de la trucada d'alerta, es donava temps a la tripulació per netejar, prendre el desdejuni i llegir un correu electrònic enviat pels controladors de vol. La seva jornada incloïa un esmorzar al migdia (en horari UTC) i acabava amb una sessió de planificació a mitja tarda amb els controladors de vol, on decidien les activitats que es durien a terme l'endemà. La majoria dels dies finalitzaven amb una mica d'entreteniment i la tripulació mirava una pel·lícula sencera o part d'ella; es considera que això era un bé per a la unió de la tripulació i el seu benestar psicològic. Després d'haver vist 2010: The Year We Make Contact, la seqüela de 2001: A Space Odyssey, Shepherd va afirmar: "[Hi ha alguna cosa] estranya en mirar una pel·lícula sobre una expedició a l'espai quan en realitat estàs en una expedició a l'espai".
Una part important de l'agenda de la tripulació va ser l'exercici físic regular. Tenien tres equips per a això: una bicicleta fixa, una cinta (TVIS) i un aparell de resistència (IRED) per aixecar peses. La bicicleta va començar a funcionar malament a mitjan desembre de 2000 i no es va arreglar fins a març de l'any següent. La cinta, que emprava cordes elàstiques per mantenir en el seu lloc als membres de la tripulació, es va dissenyar amb l'objectiu de reduir les vibracions que es produeixen en córrer. Una cinta normal hauria provocat vibracions suficients per sacsejar l'estació i afectar potencialment els sensibles experiments desenvolupats a bord. L'aparell va començar a presentar errors cap a finals de febrer, però es va solucionar el problema en una setmana amb una mica de manteniment durant el vol.

### Comunicacions amb la Terra

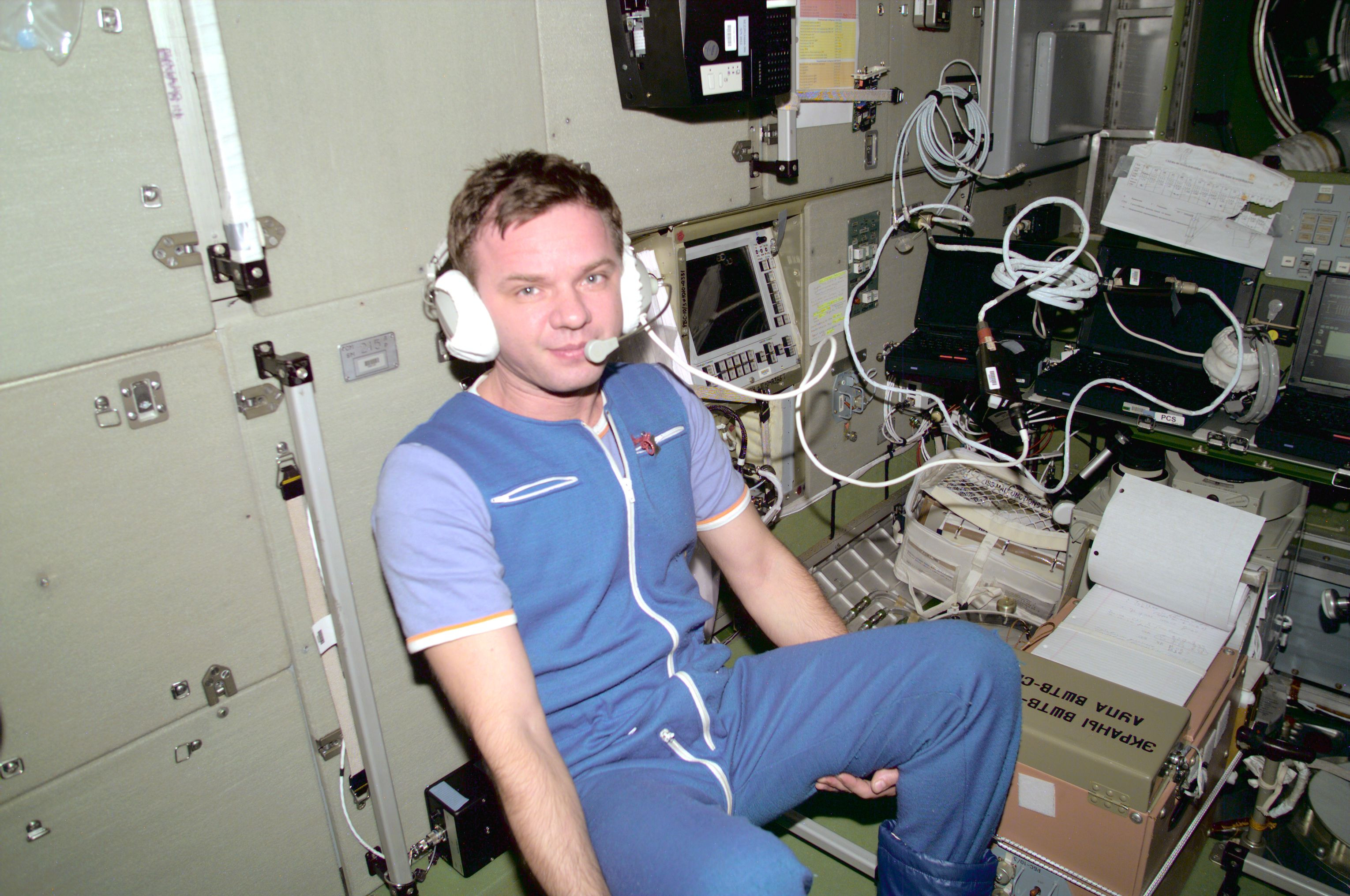
El tripulant Iuri Guidzenko es comunica amb els controladors de terra.

Fins que el mòdul Unity va estar disponible per al seu ús quan l'expedició va complir un mes, els astronautes van usar el dispositiu de comunicació rus VHF, també anomenat la "connexió de ràdio regular", en el Zvezdà i en el mòdul Zarià per comunicar-se amb el Centre de Control de la Missió Rus (conegut com a "TsUP") situat a Koroliov, als afores de Moscou. La tecnologia russa no feia ús de satèl·lits, així que estaven restringits a passades terrestres (anomenades "passades de comunicació"), que duraven només de 10 a 20 minuts. Amb l'arribada dels panells fotovoltaics en STS-97, van activar el dispositiu S-band Early Communication en el node Unity, la qual cosa va permetre una comunicació més contínua amb el centre de control de Houston a través de la xarxa de la NASA de satèl·lits de seguiment i retransmissió de dades.
Durant la missió STS-106 al setembre de 2000, es va enviar un equip de radioaficionat a l'estació. El primer contacte de radioaficionat amb la Terra de la tripulació de l'Expedició 1 es va dur a terme el 13 de novembre en una passada sobre Moscou i li va seguir aviat un contacte amb el Centre de vol espacial Goddard de Maryland. La tripulació va informar que la qualitat de la veu era millor amb equips de radioaficionat, en comparació de qualsevol altra forma de comunicació terrestre.
Per al projecte Amateur Radio on the International Space Station (ARISS) la tripulació de l'estació va realitzar breus contactes per ràdio amb escoles i clubs de la Terra. La primera escola a posar-se en contacte amb la ISS va ser la Luther Burbank School, al sud-oest de Chicago. El contacte havia estat planejat pel 19 de desembre de 2000, però a causa de problemes tècnics, es va retardar al 21 de desembre de 2000. A causa de la velocitat de l'estació espacial, el contacte a través de la ràdio va durar solament entre 5 i 10 minuts, la qual cosa normalment és suficient per fer entre 10 i 20 preguntes.

### Activitats científiques

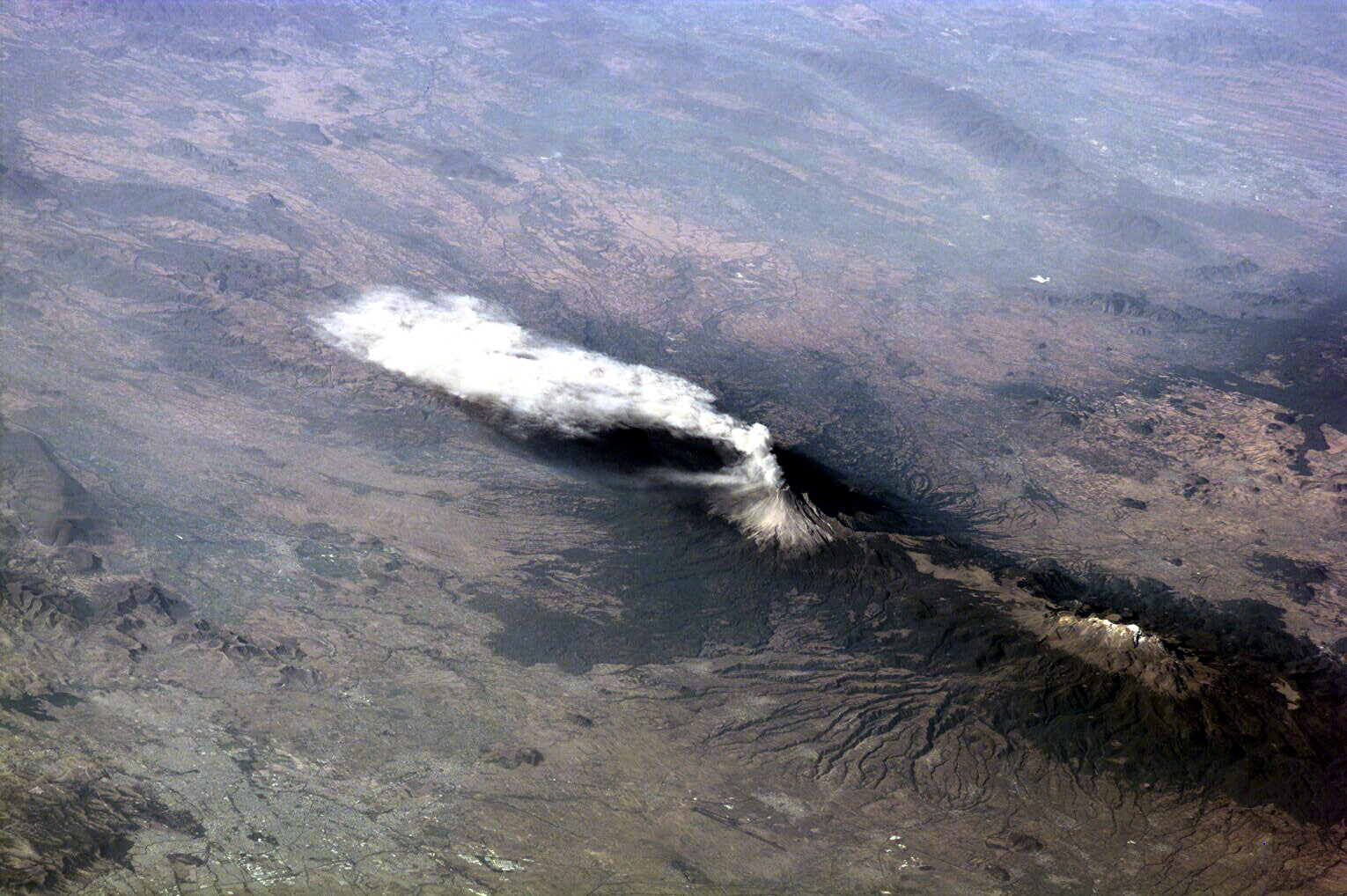
El 23 de gener de 2001, la tripulació va fotografiar una columna de cendres del volcà Popocatépetl, localitzat en Mèxic.

A diferència de les expedicions anteriors, la tripulació de l'Expedició 1 tenia una quantitat més aviat modesta d'experiments científics per dur a terme, a causa de la prioritat atorgada a la construcció de l'estació. L'experiment de cristalls de plasma, conegut com a PKE-Nefiódov, va ser un dels primers experiments de ciències naturals a dur-se a terme en l'estació espacial. Va ser una col·laboració entre l'Institut Max Planck de Física Extraterrestre en Alemanya i l'Institut de Densitat d'Alta Energia (part de l'Acadèmia Russa de les Ciències).
En forma similar a missions anteriors, els astronautes van prendre nombroses fotografies de l'estació, gairebé 700 en total i les van distribuir de franc. En el projecte Crew Earth Observations, els astronautes van prendre registre d'esdeveniments dinàmics en la superfície de la Terra, com les tempestes, incendis o erupcions volcàniques. Per exemple, una fotografia de l'1 de gener de 2011 mostra el mont Cleveland a Alaska amb una columna de fum, abans de la seva erupció en el mes següent. El 23 de gener de 2001, la tripulació va observar una perspectiva única d'un núvol de cendra volcànica de Popocatépetl, un volcà actiu a 70 quilòmetres al sud-est de la Ciutat de Mèxic
Un exemple d'experiment de poc manteniment va ser el de la cristal·lització de les proteïnes, també realitzat en missions de transbordadors anteriors. L'objectiu era produir millors cristalls de proteïnes que aquells generats a la Terra i, en conseqüència, aconseguir un model més precís de l'estructura de les proteïnes. De les 23 proteïnes i virus utilitzats en l'expedició, solament quatre es van cristal·litzar amb èxit, la qual cosa va ser una taxa d'èxit menor a l'esperada. Entre aquelles que van prosperar, s'explica l'edulcorant de poques calories de taumatina, els cristalls de la qual difractaven a una major resolució que els cristalls terrestres, la qual cosa va resultar en un model de l'estructura de la proteïna més precís. Una altra activitat d'investigació va ser mesurar les pulsacions cardíaques de la tripulació i els nivells de diòxid de carboni de l'estació per determinar l'efecte de l'exercici allí.

### Documental en IMAX
Durant la missió, la tripulació de l'Expedició 1 va filmar imatges per utilitzar en el documental de format IMAX Space Station 3D. Els punts més excel·lents de les preses inclouen la primera entrada al mòdul Destiny durant l'etapa STS-98, la tripulació dutxant-se i afaitant-se sense gravetat i l'acoblament del STS-102, seguit del recanvi amb la tripulació de l'Expedició 2.

### NASA
1. ↑  «STS-97 Delivers Giant Solar Arrays to International Space Station» (en anglès).  NASA. Arxivat de l'original el 2010-05-28. [Consulta: 7 agost 2010].
2. ↑  «STS-98 Delivers Destiny Lab to International Space Station» (en anglès).  NASA. Arxivat de l'original el 2010-05-27. [Consulta: 7 agost 2010].
3. ↑  «STS-102 Swaps International Space Station Crews» (en anglès).   NASA. Arxivat de l'original el 2010-05-28. [Consulta: 7 agost 2010].
4. 1 2  «Cosmonaut Bio: Gidzenko» (en anglès).  NASA. [Consulta: 10 octubre 2011].
5. ↑  «Cosmonaut Bio: Sergei Krikalev» (en anglès).  NASA. [Consulta: 10 octubre 2011].
6. ↑  «Astronaut Bio - W.M. Shepherd» (en anglès).  NASA, 01-06-2001. [Consulta: 10 octubre 2011].
7. ↑  «ISS Status Report 00-49» (en anglès).  NASA, 03-11-2000. Arxivat de l'original el 2011-07-27. [Consulta: 10 octubre 2011].
8. 1 2  «Preflight interview: Sergei Kirkalev» (en anglès).  NASA. Arxivat de l'original el 2010-09-11. [Consulta: 22 agost 2010].
9. 1 2 3 4 5 6 7 8  «Expedition One Crew brings the station to life - NASA press kit (PDF)» (en anglès).  NASA, 25-10-2000. Arxivat de l'original el 2010-05-27. [Consulta: 10 octubre 2011].
10. ↑  «Preflight Interview: Bill Shepherd» (en anglès).  NASA. Arxivat de l'original el 2010-06-16. [Consulta: 10 octubre 2011].
11. ↑  «Zarya module» (en anglès).  NASA. Arxivat de l'original el 2006-09-14. [Consulta: 10 octubre 2011].
12. ↑  «SPACE FLIGHT 2001 -- International Space Station» (en anglès).  NASA. Arxivat de l'original el 2015-05-02. [Consulta: 10 octubre 2011].
13. ↑  «Consolidated Launch Manifest - Space Shuttle Flights and ISS Assembly Sequence» (en anglès).  NASA. Arxivat de l'original el 2009-03-07. [Consulta: 10 octubre 2011].
14. 1 2  «One Small Radio Call for a Ham» (en anglès).  NASA. Arxivat de l'original el 2012-01-12. [Consulta: 10 octubre 2011].
15. 1 2 3 4 5 6  «Expedition One November Crew Log» (en anglès).  NASA. Arxivat de l'original el 2011-02-12. [Consulta: 27 setembre 2010].
16. ↑  «Mission archives - STS-97» (en anglès).  NASA. [Consulta: 10 octubre 2011].
17. 1 2 3  «Expedition One December Crew Log» (en anglès).  NASA. Arxivat de l'original el 2009-09-27. [Consulta: 10 octubre 2011].
18. ↑  «International space Station status Report #63» (en anglès).  NASA, 26-12-2000. Arxivat de l'original el 2011-07-28. [Consulta: 10 octubre 2011].
19. ↑  «International Space Station Status Report #64» (en anglès).  NASA, 31-12-2000. Arxivat de l'original el 2011-08-08. [Consulta: 10 octubre 2011].
20. ↑  «Mission archives - STS-98» (en anglès).  NASA. [Consulta: 10 octubre 2011].
21. ↑  «Space station meets its 'Destiny' as lab comes alive» (en anglès).  NASA, 11-02-2001. [Consulta: 10 octubre 2011].
22. ↑  «STS-98 Day 7 Highlights» (en anglès).  NASA. Arxivat de l'original el 2011-06-04. [Consulta: 10 octubre 2011].
23. ↑  «Mission archives - STS-102» (en anglès).  NASA. Arxivat de l'original el 2016-03-04. [Consulta: 10 octubre 2011].
24. 1 2  «Expedition One January Crew Log» (en anglès).  NASA. Arxivat de l'original el 2010-09-07. [Consulta: 27 setembre 2010].
25. ↑  «International Space Station Status Report #00-54» (en anglès).  NASA, 09-11-2000. Arxivat de l'original el 2010-11-26. [Consulta: 10 octubre 2011].
26. 1 2  «Expedition One February and March Crew Log» (en anglès).  NASA. Arxivat de l'original el 2010-09-07. [Consulta: 28 setembre 2010].
27. ↑  «Students make First Contact with the ISS» (en anglès).  NASA, 30-01-2001. Arxivat de l'original el 2013-04-07. [Consulta: 11 setembre 2001].
28. ↑  «Amateur Radio on the International Space Station (ARISS)» (en anglès).  NASA, 03-09-2010. Arxivat de l'original el 2010-04-26. [Consulta: 11 setembre 2010].
29. ↑  «The Gateway to Astronaut Photography of Earth» (en anglès).  NASA. [Consulta: 13 setembre 2010].
30. ↑  «Crew Earth Observations» (en anglès).   NASA, 16-07-2010. Arxivat de l'original el 2010-09-14. [Consulta: 8 agost 2010].
31. ↑  «ISS001-I-5962 (Image of Mount Cleveland smoking)» (en anglès).  NASA. [Consulta: 13 setembre 2010].
32. ↑  «ISS01-I-5316 (23 January 2001)» (en anglès).  NASA. Arxivat de l'original el 9 de juny 2009. [Consulta: 13 setembre 2010].
33. 1 2 3  «Protein Crystal Growth-Enhanced Gaseous Nitrogen Dewar (PCG-EGN)» (en anglès).   NASA, 26-06-2010. Arxivat de l'original el 2010-04-26. [Consulta: 8 agost 2010].